# Brabham BT58
O Brabham BT58 foi um carro de Fórmula 1 projetado por John Baldwin e Sergio Rinland para a equipe Brabham, que competiu na temporada de 1989. Os carros da equipe foram pilotados pelo italiano Stefano Modena e pelo Campeão Mundial de Carros Esportivos de 1988, o retornante Martin Brundle. O carro fez sua estreia no Grande Prêmio do Brasil de 1989 e continuou em uso até as duas primeiras corridas de 1990. O melhor resultado obtido foi um terceiro lugar no Grande Prêmio de Mônaco de 1989, conquistado por Modena. O BT58 era equipado com um motor Judd V8 e utilizava pneus Pirelli.

## 1989
Após ficar de fora de toda a temporada de 1988 — a primeira vez desde 1961 que o nome Brabham não esteve no grid da F1 como construtor — a equipe foi forçada a disputar as pré-classificações em 1989, em grande parte devido ao aumento no número de inscritos na Fórmula 1 naquele ano, motivado pelas novas regulamentações que proibiram os potentes, porém caros, motores turboalimentados (vale lembrar que a Brabham teve o primeiro campeão mundial com motor turbo, Nelson Piquet, em 1983). 
Fazendo um retorno bem-vindo ao paddock da F1, a Brabham mostrou-se competitiva com o BT58 equipado com motor Judd, com Modena nunca deixando de se pré-classificar, enquanto problemas mecânicos fizeram com que Brundle não se classificasse apenas duas vezes — no Canadá e na França — ocasiões em que ele declarou durante os treinos para o Grande Prêmio da Grã-Bretanha em Silverstone que estava “dirigindo como uma velhinha”.
Brundle e Modena foram bastante competitivos no Grande Prêmio de Mônaco, correndo atrás dos imbatíveis carros da McLaren-Honda, pilotados por Ayrton Senna e Alain Prost. Brundle estava em terceiro lugar no final da corrida quando precisou parar para trocar a bateria descarregada, terminando em sexto. Diferente da maioria dos carros do grid, o BT58 tinha a bateria posicionada embaixo do assento do piloto, e não atrás da cabeça, o que exigia que Brundle saísse do carro nos boxes para que a troca fosse feita. Modena acabou se beneficiando com o problema do companheiro, cruzando a linha de chegada em terceiro lugar, atrás das McLarens. Os pontos conquistados em Mônaco permitiram que a equipe fosse dispensada das pré-classificações na segunda metade da temporada.
O terceiro lugar de Modena em Mônaco foi o 120º e último pódio da equipe Brabham, fundada pelo campeão mundial australiano Jack Brabham em 1962.
Parte da vantagem inicial do BT58 vinha dos pneus de classificação da Pirelli, embora — como aconteceu com outras equipes que usavam os compostos italianos — os pneus de corrida não oferecessem o mesmo desempenho. Na segunda metade da temporada, com a Fórmula 1 passando a correr em circuitos mais velozes como Silverstone, Hockenheim e Monza, a falta de velocidade em linha reta do motor Judd V8 de 600 cv (447 kW; 608 PS), aliada ao fraco desempenho dos pneus de corrida da Pirelli, dificultou a conquista de bons resultados. Mesmo assim, Brundle surpreendeu ao terminar em sexto no Grande Prêmio da Itália, depois que Modena foi desclassificado na classificação por seu carro pesar abaixo do limite legal. Após os 5 pontos marcados em Mônaco, a equipe somou apenas mais 3 pontos ao longo do restante da temporada, com Brundle terminando em sexto no Grande Prêmio da Itália e em quinto no Japão.

## 1990
O BT58 foi utilizado nas duas primeiras corridas da temporada de 1990, com Modena terminando em quinto na prova de abertura do campeonato, no Grande Prêmio de Phoenix. A partir da terceira etapa do ano, em San Marino, o BT58 foi substituído pelo Brabham BT59. 

## Resultados[1]
(legenda) 
| Ano  | Chassi | Motor      | Pneus | N° | Pilotos        | 1   | 2   | 3   | 4   | 5   | 6   | 7   | 8   | 9   | 10  | 11  | 12  | 13  | 14  | 15  | 16  | Pontos | Posição |  |
| ---- | ------ | ---------- | ----- | -- | -------------- | --- | --- | --- | --- | --- | --- | --- | --- | --- | --- | --- | --- | --- | --- | --- | --- | ------ | ------- |  |
|      |        |            |       |    |                |     |     |     |     |     |     |     |     |     |     |     |     |     |     |     |     |        |         |  |
|      |        |            |       |    |                | BRA | SMR | MON | MEX | EUA | CAN | FRA | GBR | GER | HUN | BEL | ITA | POR | ESP | JAP | AUS |        |         |  |
| 1989 | BT58   | Judd EV V8 | P     | 7  | Martin Brundle | Ret | Ret | 6   | 9   | Ret | NPQ | NPQ | Ret | 8   | 12  | Ret | 6   | 8   | Ret | 5   | Ret | 8      | 9°      |  |
| 1989 | BT58   | Judd EV V8 | P     | 8  | Stefano Modena | Ret | Ret | 3   | 10  | Ret | Ret | Ret | Ret | Ret | 11  | Ret | NQ  | 14  | Ret | Ret | 8   | 8      | 9°      |  |
|      |        |            |       |    |                |     |     |     |     |     |     |     |     |     |     |     |     |     |     |     |     |        |         |  |
|      |        |            |       |    |                | EUA | BRA | SMR | MON | CAN | MEX | FRA | GBR | GER | HUN | BEL | ITA | POR | ESP | JAP | AUS |        |         |  |
| 1990 | BT58   | Judd EV V8 | P     | 7  | Gregor Foitek  | Re  | Re  |     |     |     |     |     |     |     |     |     |     |     |     |     |     | 21     | 10º     |  |
| 1990 | BT58   | Judd EV V8 | P     | 8  | Stefano Modena | 5   | Re  |     |     |     |     |     |     |     |     |     |     |     |     |     |     | 21     | 10º     |  |

↑1  Do GP de San Marino até a Austrália, utilizou o chassi BT59. 